# Nadolnik (Żelisławice)
Nadolnik – przysiółek wsi Żelisławice w Polsce, położony w województwie świętokrzyskim, w powiecie włoszczowskim, w gminie Secemin.
W latach 1975–1998 miejscowość położona była w województwie częstochowskim.
Według spisu miejscowości z roku 1967 Nadolnik był samodzielną osadą w gromadzie Kurzelów.